# Ustavni zakon 1953.
Ustavni zakon iz 1953. je donesen 14. siječnja 1953. godine kao veliki paket izmjena Ustava Federativne Narodne Republike Jugoslavije iz 1946. godine, s ciljem uvođenja pojma samoupravljanja u ustav SFR Jugoslavije. Ustav od 1946. godine je s ovim izmjenama bio na snazi do Ustava Jugoslavije iz 1963. godine.

## Odredbe
Ovim zakonom osnovama političkog i društvenog uređenja su proglašene društvena vlasništva nad sredstvima za proizvodnju, samoupravljanje proizvođača u gospodarstvu, samoupravljanje radnog naroda u općinama, gradovima i kotarima (drugostupanjska jedinica lokalne samouprave), te samoupravljanje radnog naroda u upravnoj jedinici prosvjete, kulture i socijalnih službi.
SFR Jugoslavija je proglašena socijalističkom, saveznom demokratskom državom suverenih i ravnopravnih naroda. Sva vlast u zemlji je pripadala radnom narodu preko predstavnika u raznim tijelima (narodni odbori, narodne skupštine, radnički savjeti, i drugi samoupravni organi), kao i neposredno putem izbora, opozivom predstavnika, zborovima birača, savjetima građana, sudjelovanjem građana u upravi i u pravosuđu, te putem drugih oblika samoupravljanja, a koje je proglašeno kao osnova čitavog uređenja.
Narodni odbori su proglašeni osnovnim organima vlasti radnog naroda i najviši organi vlasti općine, grada i kotara. Federaciji pripadaju samo ona prava koja su utvrđena saveznim ustavom, a narodnim republikama samo prava utvrđena republičkim ustavom. Samoupravljanje proizvođača i radnog naroda ostvaruje se uz suglasnost s općim društvenim interesima izraženim u zakonu i drugim odlukama predstavničkih tijela radnog naroda, narodnih skupština i narodnih odbora.
Zajamčeno je pravo na rad, slobodno udruživanje radnog naroda radi ostvarivanja demokratskih političkih, ekonomskih, socijalnih, naučnih, kulturnih, umjetničkih, stručnih, sportskih i drugih zajedničkih interesa. Isto tako su zajamčene osobne slobode, te druga prava čovjeka i građanina.
Na polju predstavničkog tijela ovo se ogledalo u uvođenju Vijeće proizvođača, kao doma predstavnika profesija, pored političkog doma. Napušten je princip dvodijelne podjele vlasti, a Savezna narodna skupština je proglašena za vrhovnog predstavnika narodnog suvereniteta i to kao najviši organ vlasti federacije.
Do tada postojeći najviši izvršni organi, Prezidijum Narodne skupštine FNR Jugoslavije i Vlada FNR Jugoslavije, zamijenjeni su s dva izvršna organa Savezne narodne skupštine, tj. Predsjednikom republike i Saveznim izvršnim vijećem (SIV), koji su skupštini bili odgovorni za rad. Predsjednik republike je ujedno bio i predsjednik SIV-a.
Također je napušten demokratski centralizam, povećana su prava republika i autonomnih jedinica. Ustavni zakon zapravo je proglašen kao povelja društvenog samoupravljanja, a taj naziv su nosili i budući ustavi SFR Jugoslavije. Po zamisli tvoraca, ovaj ustav je treba omogućiti nesmetanu izgradnju samoupravljanja, do donošenja novog Ustava Jugoslavije iz 1963. godine.